# HD 42536
HD 42536 è una stella subgigante bianca di magnitudine 6,15 situata nella costellazione dell'Unicorno. Dista 552 anni luce dal sistema solare.

## Osservazione
Si tratta di una stella situata nell'emisfero celeste australe, ma molto in prossimità dell'equatore celeste; ciò comporta che possa essere osservata da tutte le regioni abitate della Terra senza alcuna difficoltà e che sia invisibile soltanto molto oltre il circolo polare artico. Nell'emisfero sud invece appare circumpolare solo nelle aree più interne del continente antartico. Essendo di magnitudine pari a 6,2, non è osservabile ad occhio nudo; per poterla scorgere è sufficiente comunque anche un binocolo di piccole dimensioni, a patto di avere a disposizione un cielo buio.
Il periodo migliore per la sua osservazione nel cielo serale ricade nei mesi compresi fra dicembre e maggio; da entrambi gli emisferi il periodo di visibilità rimane indicativamente lo stesso, grazie alla posizione della stella non lontana dall'equatore celeste.

## Caratteristiche fisiche
La stella è classificata tra le classi spettrali B9IV/V ed A0 a seconda degli studi presi in considerazione; potrebbe essere, viste le classi di luminosità adottate, in una fase intermedia tra quello di stella di classe A V, di sequenza principale, e quello di subgigante. Possiede una magnitudine assoluta di 0,01 e la sua velocità radiale positiva indica che la stella si sta allontanando dal sistema solare.